# Elzéar Abeille de Perrin

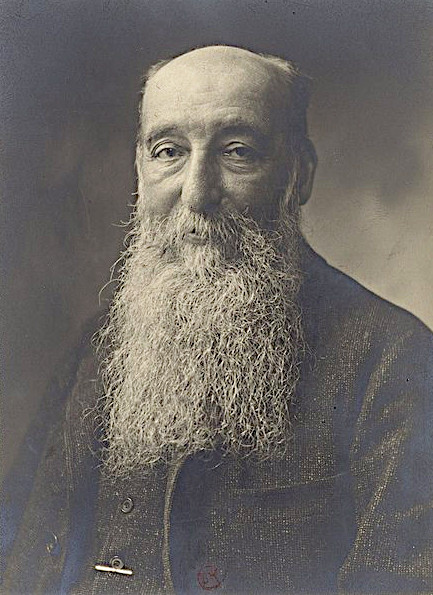
Elzéar Abeille de Perrin

Elzéar Emmanuel Arène Abeille de Perrin (Abeille de Perrin ist der Familienname, Elzéar der Rufname) wurde am 3. Januar 1843 in Marseille geboren und verstarb am 9. Oktober 1910 (nicht 1911) ebenfalls in Marseille. Er war französischer Rechtsanwalt und Entomologe. Den Großteil seines Lebens widmete er der Entomologie. Er war jedoch nicht nur ein leidenschaftlicher Sammler, sondern hinterfragte auch die Lebensweise der Arten, ihre Wirkung in der Natur und ihre geographische Verbreitung. Außerdem war er bemüht, das Interesse an den Insekten zu steigern.

## Familiäres Umfeld
Der Vater Paul-Emmanuel Abeille de Perrin war ein reicher Marseiller Kaufmann. Er trieb die Spaltung des 'Vereins für Landwirtschaft' (Comice agricole) von Marseille in zwei Gesellschaften voran und wurde Mitbegründer und 1. Präsident der abgespaltenen 'Gesellschaft für Gartenbau von Marseille' (Société d'horticulture de Marseille). Später wurde er Ehrenpräsident dieser Gesellschaft und Chefredakteur der Revue horticole von Marseille.
Die Mutter von Elzéar Abeille de Perrin war Sidonie Gabrielle, Tochter von Jean Louis Bérard du Pithon. Sie verstarb bereits 1853 im Alter von 48 Jahren. Elzéar de Abeille hatte nur zwei Geschwister, seine beiden älteren Brüder Jean Victor Henri und Jean Auguste Louis. Als die Ehefrau von Jean Victor Henri 1875 verstarb, beschloss der damals 32-jährige, streng katholische Elzéar, keine eigene Familie zu gründen, sondern sich um die elf Kinder von Jean Victor zu kümmern. Er heiratete jedoch am 8. Juni 1878 Marie Madeleine Eugénie Philibert, Tochter des Vize-Konsuls (später Konsul) von Frankreich in Jaffa, die er 1874 auf seiner ersten Reise nach Syrien kennengelernt hatte. Das Paar wurde am 11. Juni 1878 auch kirchlich getraut. Laut Stammbaumauszug hatte das Ehepaar zusammen zwei Kinder, einen Sohn und eine Tochter. Nach anderen Quellen überlebten acht von den zwölf Kindern, die Elzéar mit seiner Frau hatte. In einer weiteren Quelle wird von zahlreichen Kindern gesprochen.
Elzéar musste noch 1908 den Tod eines Sohnes, der eben sein Studium der Medizin erfolgreich abgeschlossen hatte, miterleben. Elzéar Abeille de Perrin starb 1910 unerwartet an einem Schlaganfall. Er hatte eben noch die Bearbeitung von drei Käferfamilien in einem geplanten Buch übernommen. Abeille wurde von seiner Frau um 23 Jahre überlebt.

## Wissenschaftliche Laufbahn
Abeille de Perrin studierte Jura und war in Marseille als Anwalt tätig. Nach dem Tod seiner Schwägerin führte er den Anwaltsberuf nicht länger aus. 1864 wurde er in der Sitzung vom 14. Dezember als Mitglied in die Entomologische Gesellschaft Frankreichs (Société Entomologique de France) aufgenommen. In der Liste der Mitglieder der Gesellschaft wurde als sein Sachgebiet anfangs 'Käfer Europas' angegeben, ab 1877 wurde das Sachgebiet zu 'Käfer und Hautflügler Europas' erweitert. 1908 wurde er zum Ehrenmitglied ernannt.
1892 wurde Abeille de Perrin von der Société Entomologique de France der Dollfus-Preis für 1891 verliehen. Dieser von dem elsässischen Industriellen Jean Dollfus gestiftete Preis war mit der Verleihung einer Medaille und einem Geldbetrag verbunden und konnte von der Entomologischen Gesellschaft jedes Jahr für eine herausragende Arbeit auf dem Gebiet der Entomologie verliehen werden. Für 1892 standen drei Arbeiten zur Auswahl und der Preis wurde unter den beiden Aspiranten Abeille de Perrin für seine Monographie des Malachides d'Europe et pays voisins (Monographie der Zipfelkäfer Europas und benachbarter Länder) und E.L. Ragonot für sein Essai sur la classification des Pyralides (Versuch zur Klassifizierung der Zünsler) aufgeteilt. In seinem Dankesschreiben verzichtete Abeille de Perrin auf die Geldsumme und bat nur um die Gedenkmedaille.
In den naturwissenschaftlichen Studien von Abeille de Perrin lassen sich unschwer drei Schwerpunkte erkennen:
- die Erforschung der Höhlenfauna Südfrankreichs
- die Erforschung der Insektenfauna im Nahen Osten und in Nordafrika
- Mithilfe am Aufbau eines regionalen Naturhistorischen Museums in Hyères

### Erforschung der Höhlenfauna Südfrankreichs
Inspiriert von der Veröffentlichung von Georg Dieck über blinde Höhlenkäfer, die 1869 erschien, durchsuchte Abeille de Perrin zusammen mit Henry de Bonvouloir aus Bagnères-de-Bigorre, Ehlers aus Carthagène und Léon Discontigny bereits im Juni 1870 über zwanzig Tage lang die Höhlen im Département Ariège. Angesichts der Tatsache, dass die Höhlen zu der Zeit höchstens ansatzweise erschlossen waren, trugen Perrin und seine Kollegen eine spezielle Kleidung, die von Gaston Mestre beschrieben wird. Über die normale Kleidung wurde eine Art weiter einteiliger Overall aus Leinen gezogen, der am Hals, Handgelenk und Fußknöcheln eng anlag und an Knien, Ellbogen und Schultern gepolstert und mit Leder verstärkt war. Zum Schutz des Kopfes wurde ein Schal um den Kopf gewickelt, und man trug festes, mit Eisen beschlagenes Schuhwerk. Als Lichtquelle dienten Kerzen. Zum Aufsammeln wurde noch Werkzeug mitgenommen. Mestre erzählt, dass Perrin mit seinen Genossen eines Tages, als sie ziemlich verdreckt aus einer Höhle kamen, auf eine Hochzeitsgesellschaft trafen und diese mit bizarren Tanzschritten und Sprüngen wie aus der Erde entsprungene Teufel erschreckten.
Nach Beendigung dieser gemeinsamen Exkursion setzte Abeille de Perrin umgehend allein die Suche nach weiteren Höhleninsekten fort. Dabei wurden nicht nur zahlreiche bis dahin unbekannte Käfer und andere Insekten, sondern auch weitere Gliedertiere, Würmer und Weichtiere gefunden. Wegen der kriegerischen Ereignisse 1870/71 veröffentlichte Perrin die Schilderung und Ergebnisse dieser Exkursion erst 1872 (Notes sur les Insectes cavernicoles de L'Arriège bzw. Études sur les coléoptères cavernicoles). In den Folgejahren erforschte er allein oder mit Kollegen weitere Höhlen, insgesamt besuchte er über zweihundert Höhlen in Südfrankreich.
Abeille de Perrin war davon überzeugt, dass man auch innerhalb der Familie der Wasserkäfer blinde Höhlenbewohner finden würde. Seine Vermutung wurde 1904 mit dem Fund von Siettitia balsetensis bestätigt.

### Expeditionen in den Nahen Osten und nach Nordafrika

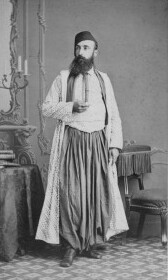
Elzéar Abeille de Perrin
in marokkanischer Tracht

1874 reiste Abeille de Perrin ins heutige Israel, nach Jaffa. In Jaffa lernte er die Tochter des französischen Konsuls Philibert kennen, die er später heiratete und damit sein Zölibatsversprechen brach. Nachdem er mehrere religiös interessante Stätten des Heiligen Landes besucht hatte, erkundete er den Küstenstreifen nach Norden über Beirut und Latakia bis in den Sandschak Alexandrette. Dort steckte er sich mit Malaria an. Er kehrte völlig erschöpft nach Jaffa und von dort nach Frankreich zurück. Seine Ausbeute an über 40.000 Insekten ging dabei größtenteils verloren.
Trotz der negativen Konsequenzen für seine Gesundheit trieb es Abeille de Perrin nach weiteren Forschungsreisen. Östlich von dem von ihm bereits erkundeten Küstenstreifen erhob sich die bewaldete Bergkette des Anti-Libanon und er wollte die dahinterliegende Wüstenregion erkunden. Den Zugang zu diesem Gebiet verwehrten die Beduinen den Europäern gewaltsam. 1879 bot sich die Gelegenheit, erneut nach Jaffa zu reisen. Er ließ dort seine jung vermählte Frau zurück und das Wiedertreffen war in Beirut geplant. Abeille de Perrin verkleidete sich als Araber und machte sich in Begleitung eines jungen Arabers, der im Notfall als Übersetzer dienen sollte, auf den Weg zum See Genezareth. Den Beduinen gegenüber gab er sich als Arzt aus Indien aus und forderte ihre Gastfreundschaft ein. Die Reise dauerte vier Monate und die Strapazen mit Tagestemperaturen über 45 °C und Nachttemperaturen unter dem Gefrierpunkt sowie die Mangelernährung forderten ihren Tribut. Schließlich quälten Abeille de Perrin Gallenkoliken und er fühlte sich so elend, dass er sich selbst aufgab. Er schickte seinen Begleiter nach Beirut, um seiner ihn dort erwartenden Frau seinen Tod bekannt zu machen. Er schleppte sich jedoch allein bis in bewohnte Zonen und gelangte so nach Beirut, wo ihn seine Frau kaum wiedererkannte. Trotzdem bereicherte diese Reise die damals bekannte Käferfauna um etwa 600 weitere Arten.
Um der Betriebsamkeit in Marseille zu entgehen, zog Abeille de Perrin sich nach Hyères in Südfrankreich zurück. Aber 1893 besuchte er zusammen mit A. Chobaut Algerien und sammelte bei Miliana und Margueritte (heute Ain Tork) Insekten. In den Folgejahren besuchte er mit seiner Frau noch Biskra (ebenfalls Algerien), Tunesien und, wiederum in Algerien, den Zedernwald von Theniet el Had. Von allen diesen Exkursionen brachte er jeweils eine reiche Beute an Käfern und anderen Insekten mit.

### Hyères

Porträt von Elzéar Abeille de Perrin auf einer Informationstafel zur Geschichte des Museums im Museum La Banque in Hyères

In Hyères kam Abeille de Perrin mit Jean-Baptiste Jaubert in Kontakt. Dieser plante, ein regionales Naturkundemuseum aufzubauen. 1883 wurde dieses von Jean-Baptiste Jaubert, Abeille de Perrin und Alfred Caval gegründet. Heute ist das Museum im ehemaligen Gebäude der Bank von Frankreich (Banque de France) in Hyères untergebracht und trägt den Namen La Banque, Musée de Culture et Paysage. Außer vielen entomologischen Ausstellungsstücken trug Abeille de Perrin eine Sammlung von Vögeln, Vogeleiern und Vogelnestern bei. Da in Hyères inzwischen nur noch Gegenstände der schönen Künste ausgestellt werden, sind die Sammlungsbeiträge von Abeille de Perrin im Museum nicht mehr zu sehen.

## Die Spuren von Abeille de Perrin in der Entomologie
Abeille der Perrin war nicht an persönlichem Erfolg interessiert. Ihm lag es nur daran, bestehende Unklarheiten zu beseitigen, Streitpunkte zu klären und das Wissen in der Entomologie zu mehren. Seine Grundhaltung kommt in dem Vorwort zu einer Monographie zum Ausdruck. Dort sagt Abeille: Wenn ich Euch das Studium des großen Buches der Natur, das von göttlicher Hand geschrieben wurde, etwas erleichtern kann, dann habe ich erreicht, was ich beabsichtigt habe.
Für Abeille gab es keine Konkurrenten, sondern nur Kollegen und Freunde. So gab er seine Erfahrungen, wie sich die Suche nach Insekten in Höhlen möglichst erfolgreich durchführen lassen, in Form von Tipps an alle Interessierten weiter. Seine umfangreiche Sammlungen stellte er gern Kollegen zur Verfügung. Er überließ Belegexemplare und selbst Typusexemplare an Interessenten. Andrerseits bestimmte er für andere ihm zugesendete Exemplare und erhielt auch viele Belegexemplare von Kollegen, so dass seine Sammlung schnell anwuchs. Die Sammlung befindet sich heute im Muséum nationale d'histoire naturelle de Paris. Man kann sie im Internet durchblättern. Auch persönliche Notizen und Aufschriebe gab er gern weiter. Beispielsweise bedankte sich der deutsche Entomologe Gustav Kraatz in einer Fußnote für die Überlassung eines Verzeichnisses der Malachiden. Oder Abeille überließ die Liste der Schwammkäfer dem Kollegen des Gozis. Oder er übergab freudig eine angefangene Arbeit, die er nicht zu seiner Zufriedenheit abschließen konnte, weil der Deutsch-Französische Krieg 1870/71 die gewünschte Kommunikation mit einigen Fachkollegen unmöglich machte, einem Kollegen, als dieser die Käfergruppe zu bearbeiten begann.
Fachliche Meinungsverschiedenheiten mit ihm führten nicht zu persönlichen Angriffen, sondern wurden freundschaftlich beigelegt.
Als gutes Beispiel für die Haltung Abeilles dient der Katalog der Käfer der Provence. Abeille hatte einen solchen Katalog aufgestellt und ihn an alle interessierten Kollegen verschickt. Die ergänzenden und korrigierenden Rückmeldungen arbeitete er in seinen Katalog ein. Er hielt den Katalog jetzt für annähernd vollständig, aber veröffentlichte ihn noch nicht. Ungefähr vierzig Jahre später fertigte Henri Caillol einen neuen Katalog der Käfer der Provence. Im Vorwort zum 1. Teil des Katalogs äußerte sich Abeille de Perrin im Februar 1907 wie folgt:...Ich gewann schnell die Überzeugung, dass die Arbeit meines Freundes der meinen weit überlegen ist. Ich verbeuge mich vor dieser Überlegenheit, und, da ich in meinen wissenschaftlichen Arbeiten stets nur den Fortschritt der Wissenschaft selbst und nie eine eitle und kindische persönliche Genugtuung im Blick habe, gab ich auf, was ich selbst erarbeitet hatte, um es einfließen zu lassen in der Arbeit meines Freundes. …... Marseille, März 1907.
Abeilles Interessen beschränkten sich nicht nur auf Käfer (neben der bereits erwähnten Arbeit über die Zipfelkäfer zahlreiche Erstbeschreibungen und Beobachtungen zur Lebensweise, Veröffentlichungen über die Scheinrüssler, Schwammkäfer, einen Teil der Nestkäfer, die Nagekäfergattung Dryophilus und eine begonnene Arbeit über Prachtkäfer). Sondern er trug auch zur Kenntnis anderer Insektengruppen bei (Zweiflügler, Hautflügler insbesondere Goldwespen, weiterhin Zikaden, Heuschrecken, Netzflügler). Bei den Fächerflüglern entdeckte er das Phänomen, dass endoparasitische Formen aus dem Hinterleib der parasitierten Insekten stiftförmig herauswachsen (Stylopisation, Stylopierung). Er stand in einem lebhaften internationalen Schriftverkehr.
Abeille de Perrin war Mitglied, teilweise Gründungsmitglied und 1. Vorstand oder Ehrenmitglied zahlreicher Gesellschaften
- ab 1864 Mitglied der Société entomologique de France – Paris, später Ehrenmitglied[34]
- ab 1865 Mitglied in der Société linnéenne de Lyon – Lyon[35]
- ab 1873 Mitglied der Société d’histoire naturelle de Toulouse Toulouse[36]
- ab 1876 Mitglied der Entomologischen Gesellschaft von Belgien Brüssel[37]
- ab 1882 Gründungsmitglied der Société française d’entomologie Lyon, existent zwischen 1882 und 1910[38]
- ab 1893 Mitglied der Académie des sciences, lettres et arts de Marseille (Académie de Marseille) – Marseille[39]
- ab 1908 Mitglied der Société de biologie – Paris[40]
- 1909 war Abeille de Perrin Gründungsmitglied und 1909 – 1910 Präsident der Société linnéenne de Provence mit Sitz in Marseille, die noch heute besteht und jährlich das Le Bulletin herausgibt.[41] Die Gründungssitzung mit vierzehn Gründungsmitgliedern fand im Wohnhaus von Perrin statt.[42] Die erste Ausgabe enthält zwei Beitrage von Emmanuel Abeille de Perrin, die möglicherweise noch von Elzéar stammen<.[43]
- Mitglied der Société des sciences naturelles et d'archéologie de Toulon et du Var – Toulon[44]

Abeille veröffentlichte nicht nur in den Publikationsorganen der Gesellschaften, deren Mitglied er war, sondern man findet Beiträge von ihm auch in vielen anderen Fachzeitschriften (L’Échange, L’Abeille, Miscellanea – Revue entomologique international, Feuille des jeunes naturalistes, Il Naturalista Siciliano,). Er ließ auch Arbeiten von sich bei verschiedenen Verlagen gesondert drucken. Eine Liste seiner Veröffentlichungen, teilweise mit weiterführenden Links, finden sich an verschiedenen Stellen.
Bei GBIF werden 702 Arten, Unterarten und Gattungen aufgezählt, die von Abeille der Perrin beschrieben wurden. Viele wurden später als Synonyme zu älteren Beschreibungen erkannt oder durch Änderungen in der Taxonomie nicht akzeptiert, aber es werden heute noch 14 Gattungen und 278 Arten als Erstbeschreibungen durch Abeille de Perrin akzeptiert. Einige der Holotypen sind in seine im Internet zugänglichen Sammlung abgebildet.
Wie sehr Abeille de Perrin geschätzt und geachtet war, zeigen die vielen Benennungen neuer Arten ihm zu Ehren. Bei seiner Beschreibung des Käfers Entoxylon Abeillei bemerkt Felix Ansey: Ich kann nichts Besseres tun, als ihn (den Käfer) als Zeichen der Freundschaft einem treuen Gefährten zu widmen, dem die Entomologie bereits viele interessante Entdeckungen verdankt (je ne puis mieux faire que de le dédier en témoignage d'amitié à un compagnon dévoué, à qui l'entomologie doit déjà okusieurs découvertes intéressantes). In der Biodiversity Heritage Library sind ca. 80 Arten mit dem Artnamen abeillei und 45 Arten mit dem Artnamen perrini gelistet. Bei GBIF findet man außerdem zwei Arten mit dem Artnamen elzeari, beide Arten werden heute als Synonyme früher beschriebener Käfer eingestuft.